# ستاره دریایی
ستارهٔ دریایی جانوری از شاخهٔ خارپوستان و ردهٔ ستاره‌دریاییان (نام علمی: Asteroidea) است. این نام همچنین به خانواده‌هایی از آبزیان که خویشاوند با ستاره‌های دریایی که از ردهٔ ستاره شکننده هستند، استفاده شده‌است. حدود ۱۹۰۰ گونه ستارهٔ دریایی در تمام اقیانوس‌های جهان، از مناطق گرم و گرمسیری گرفته تا مناطق سرد و قطبی در بستر دریا زندگی می‌کنند. آن‌ها از ناحیه بین جزر و مدی تا اعماق ناحیه مغاکی و عمق ۶٬۰۰۰ متری یافت می‌شوند اما بیشترین گوناگونی آن‌ها در مناطق نزدیک به ساحل قابل مشاهده است.

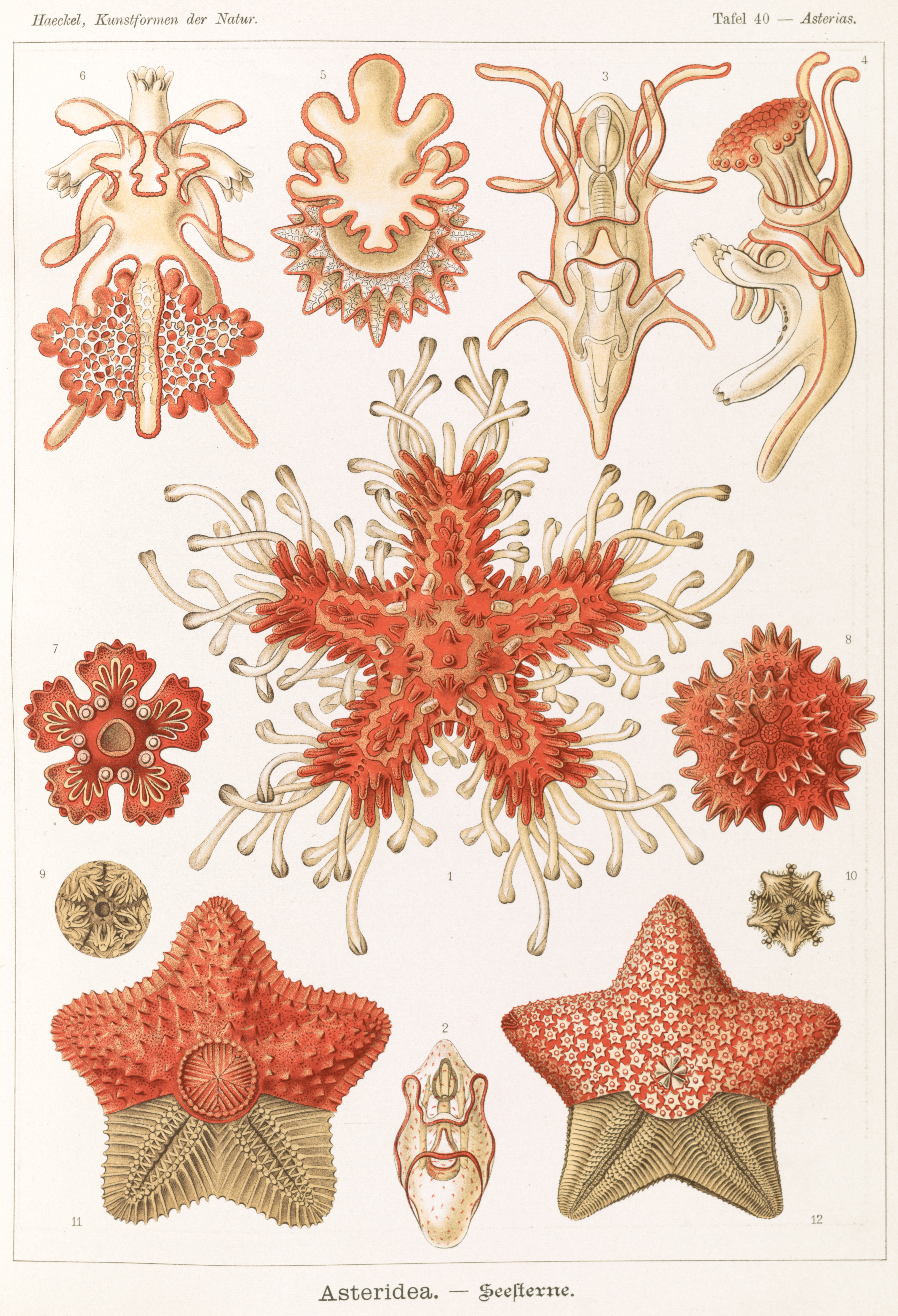
انواع ستاره‌های دریایی

ستاره‌های دریایی از دورهٔ اردویسین، مربوط به دوران دیرینه‌زیستی یعنی حدود ۴۰۰ میلیون سال پیش تا کنون در اقیانوس‌ها و دریاها زندگی می‌کنند. معمولاً در دریاها و اقیانوس‌هایی که دارای شوری طبیعی هستند در اعماق زیاد یا آب‌های ساحلی و در محدودهٔ جزر و مد یافت می‌شوند. به همین دلیل اغلب پس از عقب‌نشینی دریا هنگام جزر می‌توان آن‌ها را روی سواحل مشاهده کرد.
در آب‌های شیرین هرگز نمی‌توان یک ستارهٔ دریایی پیدا کرد، زیرا آن‌ها با زندگی در آب شیرین سازگاری ندارند و در آب‌های کم شور یا بی‌نهایت شور نیز نمی‌توانند زندگی کنند.
به عنوان مثال در دریای خزر یا دریاچه‌های داخلی ایران هیچ گونه‌ای از ستاره‌های دریایی وجود ندارد. در عوض در خلیج فارس چند گونه از آن‌ها یافت می‌شود. این نشان می‌دهد که ستاره‌های دریایی در طول ۴۰۰ میلیون سال زندگی خود نتوانسته‌اند با شرایط شوری اندک سازش کنند و به همین خاطر همیشه در دریاها و اقیانوس‌های دارای شوری ۳۵ در هزار یافت می‌شوند.
ستاره‌های دریایی با شکل متقارن جذاب خود در ادبیات، افسانه‌ها، طراحی و فرهنگ عامه نقش داشته‌اند. آن‌ها گاهی توسط مردم کنجکاو جمع‌آوری و نگهداری می‌شوند، در طراحی یا لوگوها استفاده می‌شوند و در برخی فرهنگ‌ها، علیرغم سمیت احتمالی، خورده می‌شوند.

## ویژگی‌ها

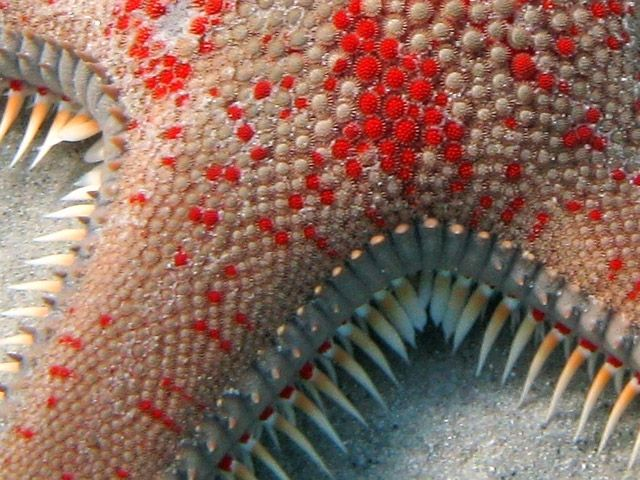
سطح بدن ستاره دریایی شانه قرمز

ستاره‌های دریایی از بی‌مهرگان دریایی هستند. آنها معمولاً یک دیسک مرکزی و معمولاً پنج بازو دارند، اگرچه برخی از گونه‌ها تعداد بازوهای بیشتری دارند. سطح فوقانی ممکن است صاف، دانه‌ای یا خاردار باشد و با صفحاتی پوشیده شده باشد. بسیاری از گونه‌ها دارای رنگ‌های روشن در سایه‌های مختلف قرمز یا نارنجی هستند، در حالی‌که گونه‌های دیگر آبی، خاکستری یا قهوه‌ای هستند. آن‌ها تغذیه‌کنندهٔ فرصت‌طلب هستند و بیشتر شکارچی بی‌مهرگان کف‌زی در دریابن هستند. چندین گونه دارای رفتارهای تغذیه‌ای تخصصی از جمله انحراف معده و پالیده‌خواری هستند. آن‌ها چرخه‌های زندگی پیچیده‌ای دارند. بیشتر آن‌ها می‌توانند قسمت‌های آسیب‌دیده یا بازوهای از دست رفته را بازسازی کنند و می‌توانند به عنوان روشی دفاعی، بازوهای خود را از دست بدهند. برخی از آن‌ها چندین نقش مهم زیست‌محیطی را ایفا می‌کنند. ستاره‌های دریایی، مانند ستاره دریایی اخرایی (Pisaster ochraceus) و ستاره دریایی صخره‌ای (Sticaster australis)، به عنوان نمونه‌هایی از مفهوم گونه‌های کلیدی در اکولوژی شناخته شده‌اند. ستاره دریایی تاج‌تیغی (Acanthaster planci) یک شکارچی حریص مرجانی در سرتاسر منطقه هند و اقیانوس آرام است و ستاره دریایی اقیانوس آرام شمالی به‌عنوان یکی از گونه‌های مهاجم مهم در نظر گرفته می‌شود.

### توانایی بازسازی بدن
برخی از گونه‌های ستارهٔ دریایی توانایی بازسازی بازوهای از دست رفته را دارند و می‌توانند اندام جدیدی را در زمان معین دوباره رشد دهند. تعداد کمی می‌توانند یک دیسک کامل جدید را از یک بازو دوباره رشد دهند، در حالی‌که برخی دیگر حداقل به بخشی از دیسک مرکزی نیاز دارند تا به قسمت جدا شده متصل شود. رشد مجدد می‌تواند چندین ماه یا سال طول بکشد، و ستاره دریایی در مراحل اولیه پس از از دست دادن بازو در برابر عفونت، آسیب‌پذیر است. به غیر از تکه‌تکه شدن که در برخی گونه‌ها به منظور تولیدمثل انجام می‌شود، تقسیم بدن ممکن است سهواً به دلیل جدا شدن بخشی توسط یک شکارچی اتفاق بیفتد، یا ممکن است بخشی به‌طور فعال توسط ستاره دریایی در هنگام فرار به‌عنوان یک واکنش دفاعی از بین برود.

## حفرهٔ بدنی ستارهٔ دریایی
هر گونه فضا یا حفرهٔ عمومی که کاملاً توسط بافت‌های میان‌پوستی و به ویژه توسط پرده‌های صفاقی احاطه شده باشد، سلوم (Coelom) نام دارد؛ بنابراین جانوران دارای سلوم را متعلق به گروه سلومات‌ها، می‌دانند. سلوم دارای اقسام مختلفی است که یکی از انواع آن‌ها آنتروسل‌ها هستند و در فوق شاخه‌ای که خارتنان و طنابداران را شامل می‌شود، دیده می‌شوند. در این حالت مزودرم به صورت یک کیسهٔ جانبی در می‌آید که از آندودرم منشأ می‌گیرد.
این کیسه‌ها بعداً از درون‌پوست (آندودرم) جدا و مستقل می‌شوند، اما بخش درونی آن‌ها هنوز به دستگاه گوارش متصل است و بخش بیرونی آن‌ها در امتداد دیوارهٔ بدن واقع می‌شود. از آنجا که میانپوست (مزودرم) و سلوم از لولهٔ گوارش بعدی (آنترون) مشتق می‌شود، حفرهٔ عمومی را آنتروسل و جانور صاحب چنین حفره‌ای را آنتروسلومات می‌نامند.

## نوع تقارن در ستارهٔ دریایی
بیشتر با داشتن دستگاه و تقارن دو طرفی پس از طی مراحل جنینی، مشخص می‌شوند. بیشتر جانوران دارای تقارن دو طرفی، این نوع تقارن را حفظ می‌کنند، اما در چند گروه مانند ستارهٔ دریایی، در حین تغییر شکل و تبدیل شدن به حالت بالغ، صاحب تقارن شعاعی ثانویه می‌شوند. پنج یا بیش از پنج بازو که از بخش مرکزی بدن این ماهی بیرون زده‌اند، تقارنی شعاعی را در بدن را این جانور به وجود آورده‌اند. در حقیقت گفته می‌شود که بدن نیاکان ستاره‌ماهی‌ها تقارن دو طرفه‌ای داشته‌اند که ستاره‌های دریایی امروز هم بقایایی از همان ساختار بدنی را حفظ کرده‌اند. چنین جانوران بالغی همانند جانوران دارای تقارن شعاعی، کم‌تحرک، ساکن و بدون سر می‌شوند.

## ساختار بدن

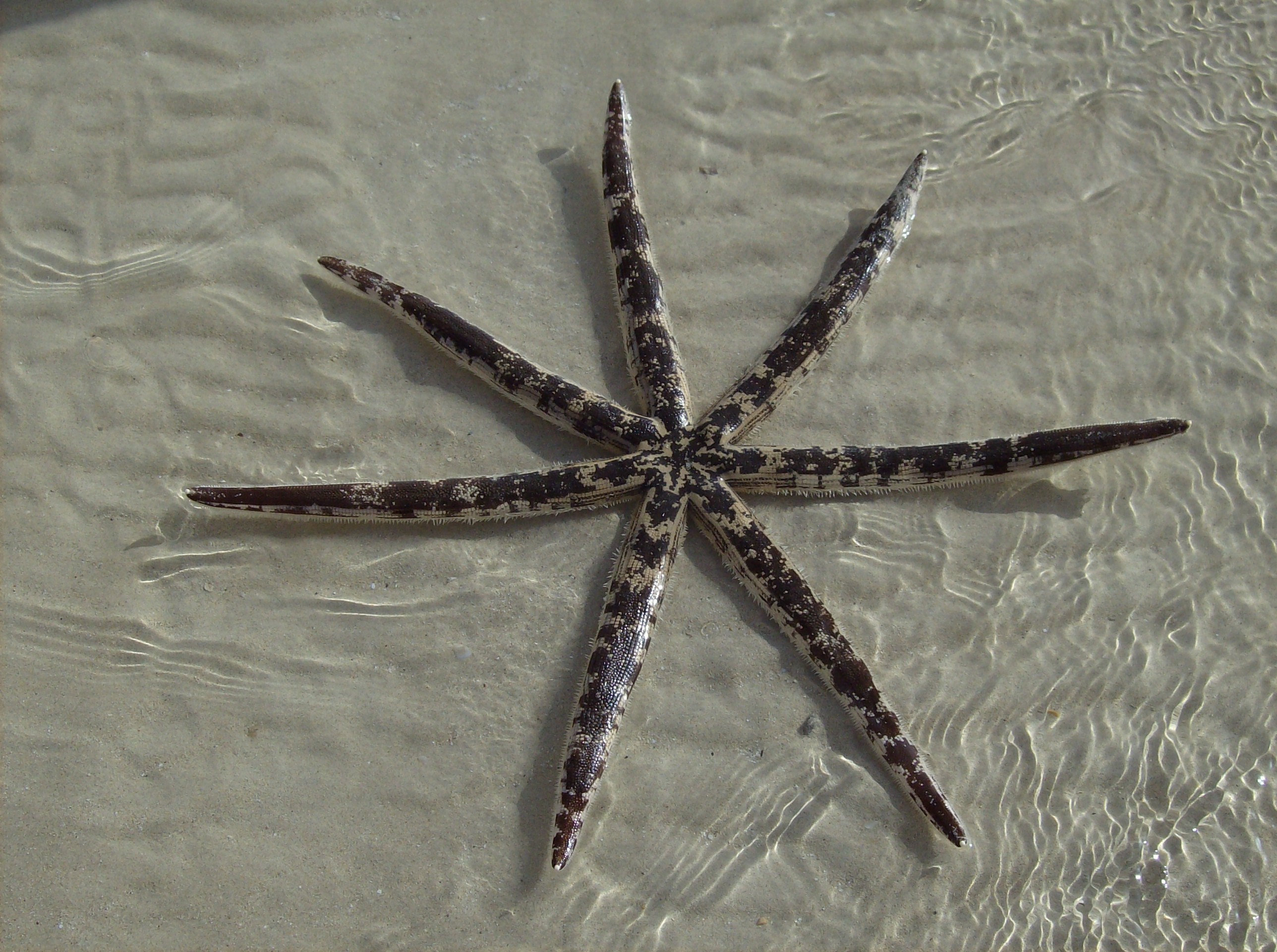
ستارهٔ دریایی Luidia maculata با هفت بازو

بیشتر ستاره‌های دریایی پنج بازو دارند که از یک دیسک مرکزی منشأ گرفته‌اند، اما تعداد بازوها در برخی گونه‌ها بیشتر است. برخی از گونه‌ها دارای شش یا هفت بازو و برخی دیگر دارای ۱۰ تا ۱۵ بازو هستند. گونهٔ Labidiaster annulatus می‌تواند بیش از پنجاه بازو داشته باشد.
صفات اساسی خارپوستان در ستارهٔ دریایی به خوبی پدیدار است. در زیر لایهٔ بیرونی بدن، یک اسکلت داخلی وجود دارد. صفحات آهکی دارای برآمدگی‌های کوچک است. این صفحات توسط بافت پیوندی و ماهیچه به هم متصل نگه داشته می‌شوند. دیوارهٔ بدن در نقاط مختلف به سمت بیرون تاخوردگی یافته و به صورت زائده‌های انگشت مانند یا آبشش‌های پوستی درآمده است. فضاهای میان اندام‌های تنفسی، دنبالهٔ حفرهٔ عمومی بدن است که از فاصلهٔ صفحات اسکلتی مجاور می‌گذرد.
بدن ستاره دریایی هیچ‌گونه استخوان‌بندی ندارد ولی در عوض یک سیستم آوند آبی هیدرولیکی دارد. سیستم آوند آبی دارای تعداد زیادی برآمدگی در قسمت شکمی بازوهای ستارهٔ دریایی است که به آن‌ها پاهای لوله‌ای می‌گویند و وظیفهٔ آن‌ها حرکت و غذارسانی است. دستگاه گردش آب، دارای بازوهای کوچک متحرک و کناری، یا پاهای لوله‌ای است که روی بازوهای اصلی پوشیده از صفحات اسکلت داخلی قرار دارند. همچنین شیارهایی که در فاصلهٔ ردیف پاهای لوله‌ای در طول بازوهای اصلی قرار دارند و به شیارهای آمبولاکرال معروفند، می‌توانستند در انتقال دادن غذا از پاهای لوله‌ای به دهانی کمک کنند که در مرکز بدن ستاره‌ای شکل قرار دارد.

## دستگاه گردش آب و تنفس
دستگاه گردش آب، از طریق یک سری مجاری پر از آب دریا عمل می‌کند و در حرکت و تغذیه نقش دارد. این دستگاه توسط صفحه‌ای آبکش مانند که در سطح فوقانی بدن و نزدیک زاویه میان دو بازو واقع شده، با آب اطراف در ارتباط است. یک مجرای ویژه، آب را از صفحهٔ آبکشی به یک مجرای حلقوی در داخل بدن منتقل می‌کند و از این مجرا هم ۵ مجرای شعاعی خارج می‌شوند که هر کدام به درون یک بازو می‌روند.
پاهای لوله‌ای با دریافت آب از طریق مجراها، می‌توانند به عنوان پاهای حرکتی بکار آیند. همین پاها هنگامی که بر سطحی جامد فشرده شوند، مانند بادکش عمل می‌کنند که می‌تواند فشاری یکنواخت و مداوم بر صدف دو کفه‌ای‌ها وارد آورد و پس از خسته شدن جانور، دو کفهٔ آن را از هم بگشاید. بدین سبب وجود ستارهٔ دریایی در محل‌های پرورش صدف‌های خوراکی، مضر است. پاهای لوله‌ای موجود در طول هر بازو، طوری ردیف شده‌اند که حاشیهٔ شیار آمبولاکرال را می‌گیرند. این شیارها به دهان که در مرکز سطح زیرین واقع است، منتهی می‌شوند.
ستاره‌های دریایی دارای ساده‌ترین آبشش در میان گونه‌های جانوری هستند. آبشش‌های آن‌ها به صورت برجستگی‌های کوچک و پراکندهٔ پوستی هستند. (برخلاف سایر بی‌مهرگان که آبشش به نواحی ویژه‌ای از بدن محدود می‌شوند) در این آبشش‌ها به‌طور مستقیم اکسیژن وارد و کربن دی‌اکسید خارج می‌شود.

## دستگاه گوارش و دستگاه عصبی
دهان از طریق یک مری کوتاه، به معده‌ای وسیع مرتبط است که می‌تواند از دهان خارج شود و به بافت‌های نرم صدف برسد. ذرات غذایی و غذاهای مایع از مسیر روده‌ای کوتاه می‌گذرند و سپس به ۵ جفت غدد بزرگ گوارشی می‌رسند که هر جفت آن‌ها بیشتر فضای خالی درون یک بازو را اشغال می‌کند. گوارش ستاره ماهی در یک شکم کیسه مانند واقع در مرکز بدن این ماهی انجام می‌شود این شکم برگردانده می‌شود و از بدن ارگانیسم بیرون می‌رود و غذا را در بر می‌گیرد بعضی گونه‌ها از تحمل بالای سیستم‌های آوندی آبی خود برای بازکردن صدف نرم‌تنان و تزریق شکم خود به داخل این صدف‌ها استفاده می‌کنند. دستگاه گوارش به یک سوراخ دفعی کوچک در مرکز سطح فوقانی ختم می‌شود.
یک حلقهٔ عصبی هم دور مری را فرامی‌گیرد و به مجرای حلقوی نزدیک است. از این حلقه ۵ عصب شعاعی منشعب می‌شوند و به درون بازوها می‌روند. این اعصاب در ته شیارهای آمبولاکرال قرار دارند و در نوک هر بازو، به یک لکهٔ چشمی منتهی می‌شوند.

## دستگاه گردش خون و عمل دفع
دستگاه گردش خون شامل یک سری مجاری خونی سلومیک است که برخی از آن‌ها خاصیت انقباض دارند. گذشته از آن مایعی که حفرهٔ عمومی را پر می‌کند، به مقدار قابل توجهی کار ترابری مواد را در درون بدن نیز بر عهده دارد. قسمتی از عمل دفع، از طریق انتشار از سطح بدن و قسمتی توسط یاخته‌های آمیبی شکل صورت می‌گیرد که در مایع سلومیک قرار دارند. این یاخته‌ها مواد دفعی را جذب می‌کنند و آن‌ها را از راه آبشش‌های پوستی به خارج از بدن می‌ریزند.

## تولید مثل
ستاره‌های دریایی دارای ۵ جفت اندام جنسی هستند که هر جفت درون یک بازو واقع است. در بیشتر موارد، عمل لقاح در درون آب دریا صورت می‌گیرد و حاصل رشد تخم، ایجاد کرمکی شناگر و آزاد به نام بی‌پیناریا است که تقارن دو طرفی دارد. این کرمک (لارو) سرانجام مراحل دگردیسی بسیار پیچیده‌ای را طی می‌کند و مبدل به موجود بالغ جوانی با تقارن شعاعی ثانویه می‌شود.
چنین الگوی رشدی را عموماً در سایر راسته‌های خارپوستان هم می‌توان دید، اما کرمک آن‌ها در ظاهر اندکی با یکدیگر تفاوت دارند و نام‌های مختلفی را به خود می‌گیرند.

## ستارهٔ دریایی در آثار هنری
پاتریک در مجموعه انیمیشن باب‌اسفنجی شلوارمکعبی نام یک ماهی با ستارهٔ دریایی است. اگر تاکنون یک ستارهٔ دریایی را ندیده‌اید فقط کافی است به نوع شکل‌گیری پاتریک در کارتون باب اسفنجی شلوارمکعبی دقت کنید. ستاره‌های دریایی معمولاً صورتی هستند و برای حرکت کردن شبیه یک ستارهٔ معمولی به نظر می‌آیند، پاتریک هم فقط کافی است تا پایش را باز کند و دستش را مانند یک پرنده باز کند تا شبیه ستاره‌های دریایی واقعی شود.